# Blacos
Blacos – gmina w Hiszpanii, w prowincji Soria, w Kastylii i León, o powierzchni 17,56 km². W 2011 roku gmina liczyła 53 mieszkańców.